# Aleksandr Nikiszyn (koszykarz)
Aleksandr Nikiszyn (ros. Александр Никишин; ur. 1 sierpnia 1966) – kazachski koszykarz występujący na pozycji silnego skrzydłowego lub środkowego. Wystąpił w 35 meczach Polskiej Ligi Koszykówki, w których zdobył w sumie 316 punktów.
W 1991 roku podpisał kontrakt z występującym wówczas w rozgrywkach Polskiej Ligi Koszykówki Zastalu Zielona Góra. Był jednym z dwóch pierwszych, obok Gvidonasa Markevičiusa, obcokrajowców w tym klubie. W zespole tym grał jeden sezon (1991/1992). Był podstawowym zawodnikiem i, jako jeden z trzech zawodników zielonogórskiego klubu, wystąpił we wszystkich 35 meczach sezonu, w których zdobywał średnio po 9 punktów. Po zakończeniu rozgrywek został zawodnikiem ZBR Warty Gorzów Wielkopolski, w której, podobnie jak w Zastalu, został jednym z dwóch pierwszych (obok Wiaczesława Fomienki) obcokrajowców w historii tego klubu. W zespole występował w rozgrywkach I ligi do połowy sezonu 1992/1993, po czym wyjechał z Polski. W gorzowskim klubie zagrał w sumie w 13 spotkaniach, w których zdobywał średnio 15,8 punktów. Nikiszyn przyjechał do Polski ponownie w 1996 roku, gdy został zawodnikiem UMKS Kielce. W zespole tym, grającym wówczas w I lidze, grał do zakończenia sezonu 1997/1998.